# 프리스카 제프투

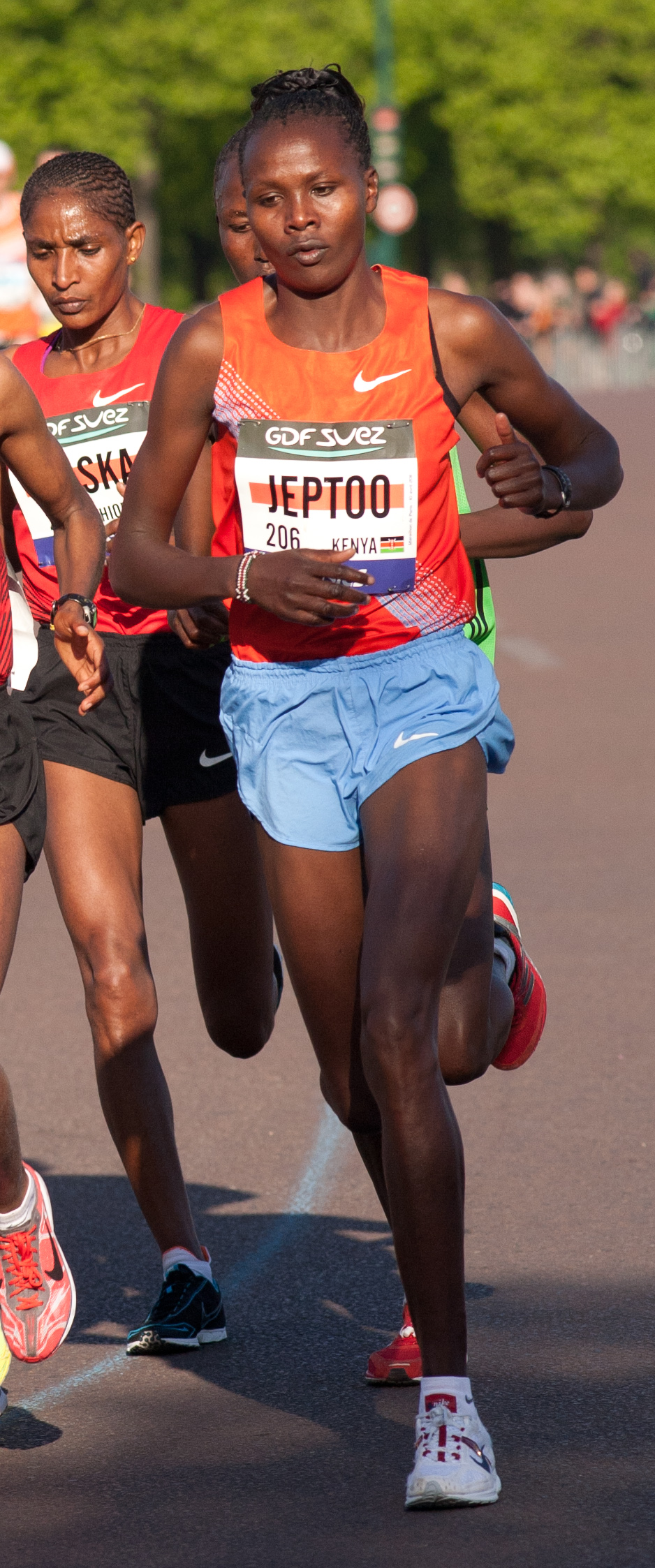
프리스카 제프투

프리스카 제프투(Priscah Jeptoo, 1984년 6월 16일 ~ )는 케냐의 달리기 선수이다.